# Ian P. Griffin
| Odkryte planetoidy: 29  | Odkryte planetoidy: 29 |
| ----------------------- | ---------------------- |
| (10924) Mariagriffin    | 29 stycznia 1998       |
| (11678) Brevard         | 25 lutego 1998         |
| (13376) Dunphy          | 15 listopada 1998      |
| (14179) Skinner         | 15 listopada 1998      |
| (17020) Hopemeraengus   | 24 lutego 1999         |
| (23988) Maungakiekie    | 2 września 1999        |
| (23990) Springsteen     | 4 września 1999        |
| (25273) Barrycarole     | 15 listopada 1998      |
| (27120) Isabelhawkins   | 28 listopada 1998      |
| (31239) Michaeljames    | 21 lutego 1998         |
| (31268) Welty           | 16 marca 1998          |
| (33179) Arsènewenger    | 29 marca 1998          |
| (44527) Tonnon          | 22 grudnia 1998        |
| (49291) Thechills       | 8 listopada 1998       |
| (53109) Martinphillipps | 12 stycznia 1999       |
| (66856) Stephenvoss     | 13 listopada 1999      |
| (85773) Gutbezahl       | 25 października 1998   |
| (101461) Dunedin        | 25 listopada 1998      |
| (101462) Tahupotiki     | 25 listopada 1998      |
| (101491) Grahamcrombie  | 1 grudnia 1998         |
| (108736) 2001 OG32      | 24 lipca 2001          |
| (134483) 1998 WK2       | 19 listopada 1998      |
| (135045) 2001 OF32      | 24 lipca 2001          |
| (155487) 1998 WP8       | 27 listopada 1998      |
| (192609) 1999 GY3       | 12 kwietnia 1999       |
| (312972) 1998 WO        | 17 listopada 1998      |
| (570063) 2006 CS8       | 27 lipca 2003          |
| (608158) 2003 OA18      | 28 lipca 2003          |
| (612572) 2003 QL90      | 28 sierpnia 2003       |
| 1. 2.                   |                        |

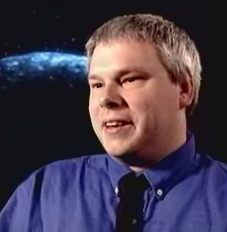
Ian P. Griffin (ok. 2002)

Ian Paul Griffin – brytyjski astronom.

## Życiorys
W 1991 roku uzyskał tytuł doktora astronomii w University College London.
Pracował jako dyrektor planetariów w Armagh w Irlandii (1990–1995) i Cocoa na Florydzie (1996–1999), oraz jako dyrektor generalny w Auckland Observatory w Nowej Zelandii (1999–2001). W latach 2001–2004 pracował w Space Telescope Science Institute w Baltimore (NASA). W latach 2004–2007 był dyrektorem Museum of Science and Industry w Manchesterze. W latach 2008–2013 był dyrektorem generalnym fundacji Oxford Trust, a następnie został dyrektorem Otago Museum w Dunedin w Nowej Zelandii.
Jest członkiem Międzynarodowej Unii Astronomicznej.
W latach 1998–2003 odkrył 29 planetoid, w tym 24 samodzielnie. Jedną z odkrytych przez siebie planetoid nazwał na cześć swojej żony (10924) Mariagriffin.